# Raval (urbanisme)

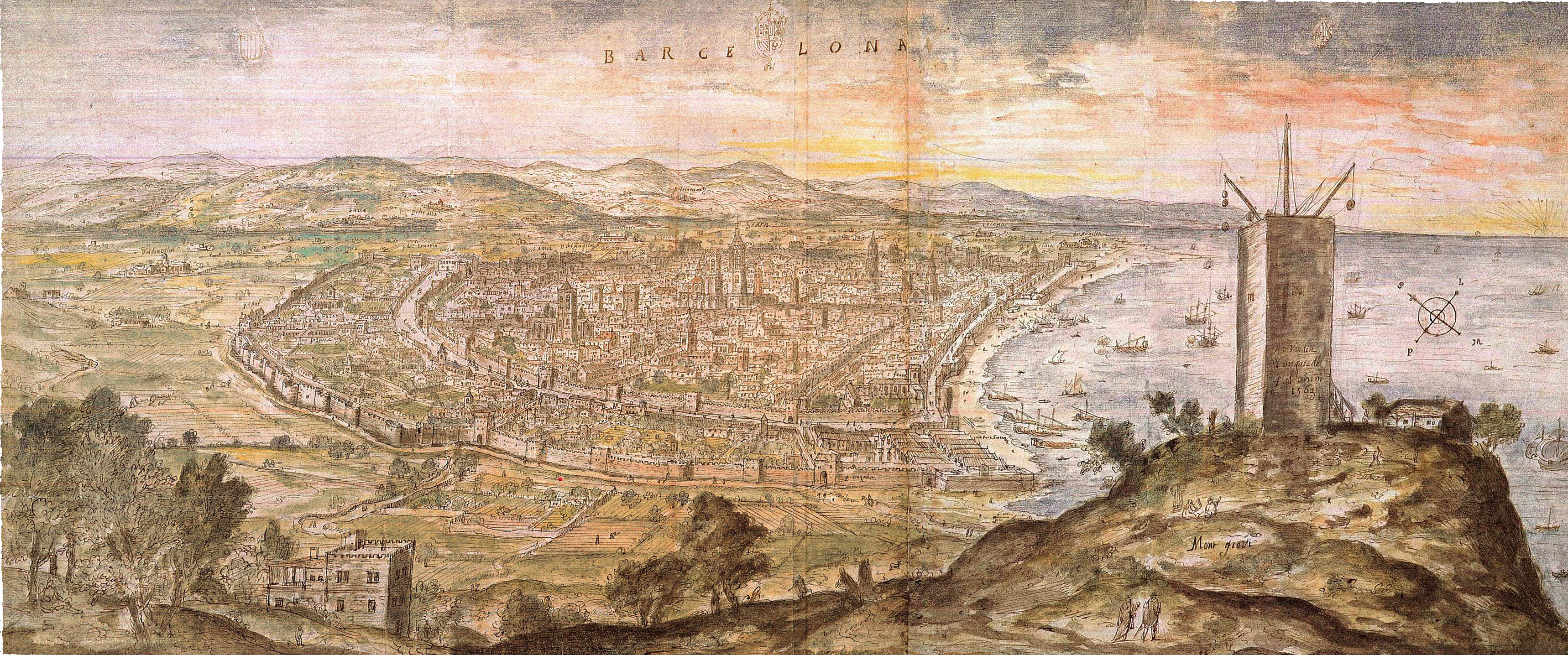
Dibuix de Barcelona al on es veu un centre emmurallat envoltat del que havia estat un raval i posteriorment ha estat emmurallat també.

Raval és un arabisme que vol dir un suburbi o un barri extramurs. Prové de l'àrab andalusí rabáḍ, que al seu torn prové de l'àrab clàssic rábaḍ (àrab: ربض, rabaḍ), amb el mateix significat de ‘raval', ‘barri’, ‘suburbi’ o ‘rodalia’. Del mateix ètim prové el castellà arrabal i el galaico-portuguès i asturià arrabalde.

## Història

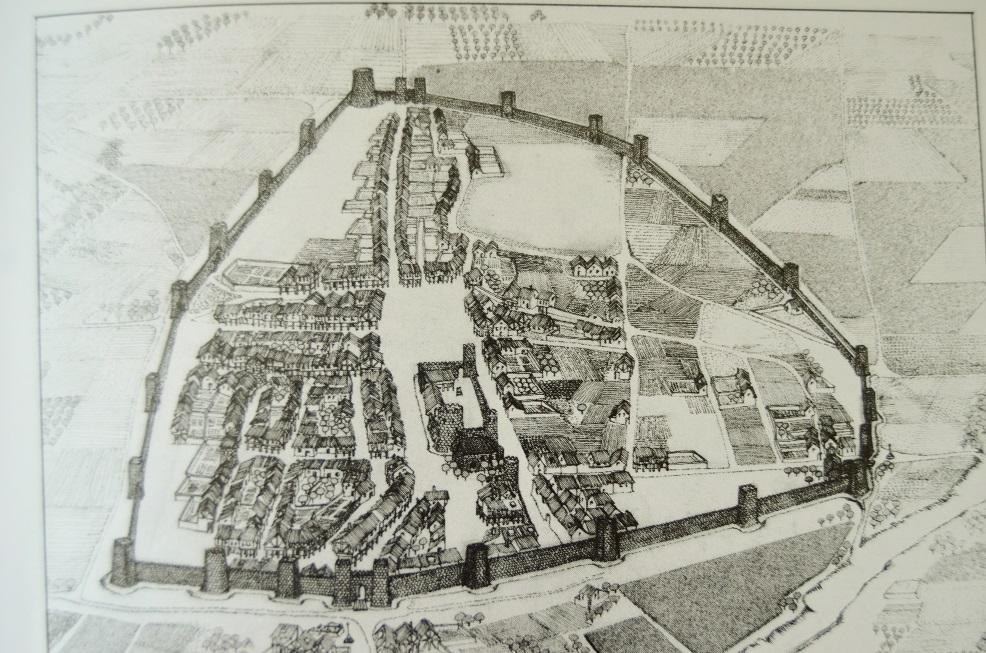
Dibuix de les antigues muralles de Reus.

A les fortaleses musulmanes de la península Ibèrica s'anomenava rabad a la part civil situada fora de la fortalesa o perímetre militar pròpiament dit. També es deia rabad el barri de les prostitutes i el dels leprosos; entre els cristians designava una parròquia. El més famós rabad fou el de la part sud de Còrdova, on va esclatar la famosa rebel·lió coneguda com a «Revolta del Raval» el 818 que fou reprimida i el rabad destruït. Els rebels del raval de Còrdova foren coneguts com a rabadis i alguns van emigrar al Marroc on es van establir al barri de Fes anomenat Údwat al-Andalusiyyií (‘la Riba dels Andalusins’); altres van governar a Alexandria i després a Creta.
Dins de les entitats de població, un raval era originàriament una agrupació de cases fora de muralles, si l'entitat major de la qual depenia en tenia, habitualment formada al llarg d'un camí de sortida d'aquella altra entitat més important. És molt fàcil, doncs, que la definició anterior en sigui l'origen: els primers ravals es devien erigir en terrenys de conreu ran dels camins rals, a tocar de les ciutats i viles. Modernament el nom ha perdurat en molts llocs, la major part dels quals es poden reconèixer encara com perifèrics, respecte dels nuclis urbans dels quals formaven part.
Aquesta paraula dona el nom de molts barris històrics actuals (com el Raval de Barcelona, el Raval d'Elx o el Raval de Sogorb). En algun cas, com a Reus, els ravals es desenvoluparen seguint per l'exterior les muralles de la vila, de manera que actualment marquen el perímetre de l'antiga vila medieval.
Cal contrastar aquesta expressió amb real, una residència senyorial, i rafal que tracta d'un terreny de conreu gran i aïllat, equivalent a una finca o a l'horta.

## Gènere i d'altres llengües
Com que el mot prové de l'àrab andalusí arrabáḍ i l'article ar- no té gènere, es troben dues formes, en català: el raval (majoritari) i la raval (o sa raval a les illes: vegeu Sa Raval). Això forma part d'una confusió general en català amb paraules que comencen amb el prefix a-, i que dona lloc a l'ús de l'article femení la. Potser en un moment la paraula fos al-raval/l'arraval, mentre que el castellà decanta per el arrabal (pron. reg. l'arrabal).

## Banlieue
En francès es coneix amb el nom de banlieue els barris o ciutats dormitori que van sorgir a partir dels anys 50 entorn de les ciutats. En aquestes zones, sovint amb edificacions de baixa qualitat, es va concentrar en un primer moment la població obrera, principalment. Aquesta població estava formada per nombrosos immigrants magrebins i africans, com també per descendents d'immigrants europeus que s'afegien a les poblacions procedents de l'èxode rural francès. Els Disturbis del 2005 a França són un exemple dels problemes que pot ocasionar la guetització dels ravals.